# Trofeu Nicolau Brondo
El Trofeu Nicolau Brondo és un torneig d'estiu de futbol que se celebra a Palma (Mallorca, Illes Balears). Està organitzat pel Club Esportiu Atlètic Balears des de 1966, es juga a l'Estadi Balear i serveix de presentació oficial de l'equip abans de començar la temporada futbolística. El seu nom es deu al periodista esportiu Nicolau Brondo Ferrer (1920-1965), habitual seguidor i cronista de l'equip als mitjans periodístics escrits, mort prematurament i molt estimat pel Club.
S'ha jugat ininterrompudament cada estiu, excepte el 1976 (no es va organitzar), 1988 (resembrat de gespa), 2006 (instal·lació de gespa artificial) i 2020 (crisi sanitària de la Covid-19). Tampoc es va arribar a jugar l'any 1990 a causa d'un fort temporal de pluja i la impossibilitat de trobar dates al llarg de la temporada per disputar-lo. El trofeu es disputa a partit únic, excepte en quatre ocasions (1977, 1992, 1995 i 1998) en què s'han jugat semifinals i final. L'Atlètic Balears sempre ha estat present en la disputa del trofeu excepte en dues ocasions (1992 i 1995) en què l'equip caigué a les semifinals quan el torneig s'ha disputat amb quatre equips.
Va disputar-se a l'Estadi Balear (1966-2012) fins que el camp fou clausurat. Després es va disputar al Poliesportiu municipal de Magaluf (Calvià) (2013), Son Malferit (2014-2019) i novament l'Estadi Balear (des de 2021). Actualment és el trofeu més antic d'aquestes característiques que es juga a les Illes Balears.

## Historial
| Any  | Edició | Campió | Resultat                                                                                                   | Subcampió                                                                                                  | Altres dades                                                                                               |
| ---- | --- | --- | --- | --- | --- |
| 1966 | 1a edició                                                                                                  | Atlètic Balears                                                                                            | 1–1 (pp)                                                                                                   | CE Sabadell                                                                                                | Partit únic                                                                                                |
| 1967 | 2a edició                                                                                                  | Atlètic Balears                                                                                            | 1–0 | CE Constància                                                                                              | Partit únic                                                                                                |
| 1968 | 3a edició                                                                                                  | CE Europa                                                                                                  | 1–0 | Atlètic Balears                                                                                            | Partit únic                                                                                                |
| 1969 | 4a edició                                                                                                  | SD Eivissa                                                                                                 | 2–1 | Atlètic Balears                                                                                            | Partit únic                                                                                                |
| 1970 | 5a edició                                                                                                  | Atlètic Balears                                                                                            | 2–1 | SD Eivissa                                                                                                 | Partit únic                                                                                                |
| 1971 | 6a edició                                                                                                  | Reial Mallorca                                                                                             | 1–0 | Atlètic Balears                                                                                            | Partit únic                                                                                                |
| 1972 | 7a edició                                                                                                  | Reial Mallorca                                                                                             | 4–1 | Atlètic Balears                                                                                            | Partit únic                                                                                                |
| 1973 | 8a edició                                                                                                  | SD Eivissa                                                                                                 | 0–0 (pp)                                                                                                   | Atlètic Balears                                                                                            | Partit únic                                                                                                |
| 1974 | 9a edició                                                                                                  | Atlètic Balears                                                                                            | 1–1 (pp)                                                                                                   | UE Poblera                                                                                                 | Partit únic                                                                                                |
| 1975 | 10a edició                                                                                                 | Atlètic Balears                                                                                            | 2–1 | CE Margalidà                                                                                               | Partit únic                                                                                                |
| 1976 | --- | CE Europa                                                                                                  | 2–0 | Atlètic Balears                                                                                            | Considerat un partit de pretemporada                                                                       |
| 1977 | 11a edició                                                                                                 | Atlètic Balears                                                                                            | 5–1 | UE Poblera                                                                                                 | Semifinalistes, CE Margalidà i CE Murer                                                                    |
| 1978 | 12a edició                                                                                                 | SD Eivissa                                                                                                 | 2–0 | Atlètic Balears                                                                                            | Partit únic                                                                                                |
| 1979 | 13a edició                                                                                                 | Atlètic Balears                                                                                            | 2–2 (pp)                                                                                                   | CE Espanya                                                                                                 | Partit únic                                                                                                |
| 1980 | 14a edició                                                                                                 | Atlètic Balears                                                                                            | 1–0 | CE Manacor                                                                                                 | Partit únic                                                                                                |
| 1981 | 15a edició                                                                                                 | CE Santanyí                                                                                                | 2–1 | Atlètic Balears                                                                                            | Partit únic                                                                                                |
| 1982 | 16a edició                                                                                                 | CE Calvià                                                                                                  | 2–1 | Atlètic Balears                                                                                            | Partit únic                                                                                                |
| 1983 | 17a edició                                                                                                 | CE Badia Cala Millor                                                                                       | 3–1 | Atlètic Balears                                                                                            | Partit únic                                                                                                |
| 1984 | 18a edició                                                                                                 | Reial Mallorca                                                                                             | 1–0 | Atlètic Balears                                                                                            | Partit únic                                                                                                |
| 1985 | 19a edició                                                                                                 | Reial Mallorca                                                                                             | 2–1 | Atlètic Balears                                                                                            | Partit únic                                                                                                |
| 1986 | 20a edició                                                                                                 | CE Constància                                                                                              | 2–2 (pp)                                                                                                   | Atlètic Balears                                                                                            | Partit únic                                                                                                |
| 1987 | 21a edició                                                                                                 | Atlètic Balears                                                                                            | 2–0 | UE Poblera                                                                                                 | Partit únic                                                                                                |
| 1988 | No es va disputar pel sembrat de gespa al terreny de joc abans de començar la temporada                    | No es va disputar pel sembrat de gespa al terreny de joc abans de començar la temporada                    | No es va disputar pel sembrat de gespa al terreny de joc abans de començar la temporada                    | No es va disputar pel sembrat de gespa al terreny de joc abans de començar la temporada                    | No es va disputar pel sembrat de gespa al terreny de joc abans de començar la temporada                    |
| 1989 | 22a edició                                                                                                 | Atlètic Balears                                                                                            | 4–2 | CE Manacor                                                                                                 | Partit únic                                                                                                |
| 1990 | 23a edició                                                                                                 | Atlètic Balears-CF Platges de Calvià                                                                       | Atlètic Balears-CF Platges de Calvià                                                                       | Atlètic Balears-CF Platges de Calvià                                                                       | Suspès a causa d'un fort temporal de pluja                                                                 |
| 1991 | 24a edició                                                                                                 | Atlètic Balears                                                                                            | 7–0 | Son Roca At.                                                                                               | Partit únic                                                                                                |
| 1992 | 25a edició                                                                                                 | CE Ferrioler                                                                                               | 1–1 (pp)                                                                                                   | Reial Mallorca                                                                                             | Semifinalistes, Atlètic Balears i Son Roca At.                                                             |
| 1993 | 26a edició                                                                                                 | CE Ferrioler                                                                                               | 1–1 (pp)                                                                                                   | Atlètic Balears                                                                                            | Partit únic                                                                                                |
| 1994 | 27a edició                                                                                                 | Reial Mallorca                                                                                             | 1–1 (pp)                                                                                                   | Atlètic Balears                                                                                            | Partit únic                                                                                                |
| 1995 | 28a edició                                                                                                 | CE Constància                                                                                              | 0–0 (pp)                                                                                                   | CF Sóller                                                                                                  | Semifinalistes, Atlètic Balears i CF Platges de Calvià                                                     |
| 1996 | 29a edició                                                                                                 | Atlètic Balears                                                                                            | 1–0 | CF Sóller                                                                                                  | Partit únic                                                                                                |
| 1997 | 30a edició                                                                                                 | Atlètic Balears                                                                                            | 1–1 (pp)                                                                                                   | CF Sóller                                                                                                  | Partit únic                                                                                                |
| 1998 | 31a edició                                                                                                 | Atlètic Balears                                                                                            | 4–1 | CE Ferrioler                                                                                               | Semifinalistes, CD Gènova i CD Soledat                                                                     |
| 1999 | 32a edició                                                                                                 | Atlètic Balears                                                                                            | 4–1 | CE Santa Ponça                                                                                             | Partit únic                                                                                                |
| 2000 | 33a edició                                                                                                 | CE Constància                                                                                              | 3–2 | Atlètic Balears                                                                                            | Partit únic                                                                                                |
| 2001 | 34a edició                                                                                                 | Atlètic Balears                                                                                            | 1–1 (pp)                                                                                                   | Reial Mallorca B                                                                                           | Partit únic                                                                                                |
| 2002 | 35a edició                                                                                                 | CE Santa Ponça                                                                                             | 1–0 | Atlètic Balears                                                                                            | Partit únic                                                                                                |
| 2003 | 36a edició                                                                                                 | CD Binissalem                                                                                              | 2–1 | Atlètic Balears                                                                                            | Partit únic                                                                                                |
| 2004 | 37a edició                                                                                                 | Atlètic Balears                                                                                            | 2–1 | CE Ferrioler                                                                                               | Partit únic                                                                                                |
| 2005 | 38a edició                                                                                                 | Reial Mallorca B                                                                                           | 3–0 | Atlètic Balears                                                                                            | Partit únic                                                                                                |
| 2006 | No es va disputar per la instal·lació de gespa artificial al terreny de joc abans de començar la temporada | No es va disputar per la instal·lació de gespa artificial al terreny de joc abans de començar la temporada | No es va disputar per la instal·lació de gespa artificial al terreny de joc abans de començar la temporada | No es va disputar per la instal·lació de gespa artificial al terreny de joc abans de començar la temporada | No es va disputar per la instal·lació de gespa artificial al terreny de joc abans de començar la temporada |
| 2007 | 39a edició                                                                                                 | Atlètic Balears                                                                                            | 1–1 (pp)                                                                                                   | Reial Mallorca B                                                                                           | Partit únic                                                                                                |
| 2008 | 40a edició                                                                                                 | Atlètic de Madrid B                                                                                        | 0–0 (pp)                                                                                                   | Atlètic Balears                                                                                            | Partit únic                                                                                                |
| 2009 | 41a edició                                                                                                 | Nigèria Sub-20                                                                                             | 4–0 | Atlètic Balears                                                                                            | Partit únic                                                                                                |
| 2010 | 42a edició                                                                                                 | Atlètic Balears                                                                                            | 1–1 (pp)                                                                                                   | RC Celta de Vigo B                                                                                         | Partit únic                                                                                                |
| 2011 | 43a edició                                                                                                 | Atlètic Balears                                                                                            | 2–1 | UD Las Palmas                                                                                              | Partit únic                                                                                                |
| 2012 | 44a edició                                                                                                 | Atlètic Balears                                                                                            | 7–0 | Selecció de Mallorca                                                                                       | Partit únic                                                                                                |
| 2013 | 45a edició                                                                                                 | Atlètic Balears                                                                                            | 1–0 | CF Platges de Calvià                                                                                       | Partit únic                                                                                                |
| 2014 | 46a edició                                                                                                 | Atlètic Balears                                                                                            | 6–1 | CE Mercadal                                                                                                | Partit únic                                                                                                |
| 2015 | 47a edició                                                                                                 | Atlètic Balears                                                                                            | 3–0 | Santa Catalina At.                                                                                         | Partit únic                                                                                                |
| 2016 | 48a edició                                                                                                 | Atlètic Balears                                                                                            | 1–0 | CE Constància                                                                                              | Partit únic                                                                                                |
| 2017 | 49a edició                                                                                                 | Atlètic Balears                                                                                            | 4–0 | CE Santanyí                                                                                                | Partit únic                                                                                                |
| 2018 | 50a edició                                                                                                 | Atlètic Balears                                                                                            | 4–0 | CE Esporles                                                                                                | Partit únic                                                                                                |
| 2019 | 51a edició                                                                                                 | Atlètic Balears                                                                                            | 0–0 (pp)                                                                                                   | UE Poblera                                                                                                 | Partit únic                                                                                                |
| 2020 | No es va disputar per culpa de la crisi sanitària de la COVID-19                                           | No es va disputar per culpa de la crisi sanitària de la COVID-19                                           | No es va disputar per culpa de la crisi sanitària de la COVID-19                                           | No es va disputar per culpa de la crisi sanitària de la COVID-19                                           | No es va disputar per culpa de la crisi sanitària de la COVID-19                                           |
| 2021 | 52a edició                                                                                                 | Atlètic Balears                                                                                            | 5–0 | CE Manacor                                                                                                 | Partit únic                                                                                                |
| 2022 | 53a edició                                                                                                 | CE Eivissa IP                                                                                              | 2–0 | Atlètic Balears                                                                                            | Partit únic                                                                                                |
| 2023 | 54a edició                                                                                                 | Atlètic Balears                                                                                            | 0–0 (pp)                                                                                                   | Hèrcules CF                                                                                                | Partit únic                                                                                                |
| 2024 | 55a edició                                                                                                 | Atlètic Balears                                                                                            | 0–2 | CE Andratx                                                                                                 | Partit únic                                                                                                |

(pp): resolt a la tanda de penals

## Palmarès
- Amb 30 títols: Atlètic Balears (1966, 1967, 1970, 1974, 1975, 1977, 1979, 1980, 1987, 1989, 1991, 1996 a 1999, 2001, 2004, 2007, 2010 a 2019, 2021 i 2023)
- Amb 5 títols: Reial Mallorca (1971, 1972, 1984, 1985 i 1994)
- Amb 3 títols: SD Eivissa (1969, 1973 i 1978) i CE Constància (1986, 1995 i 2000)
- Amb 2 títols: CE Ferrioler (1992 i 1993)
- Amb 1 títol: CE Europa (1968), CE Santanyí (1981), CE Calvià (1982), CE Badia Cala Millor (1983), CE Santa Ponça (2002), CD Binissalem (2003), Reial Mallorca B (2005), Atlètic de Madrid B (2008), Selecció de Nigèria Sub 20 (2009), SE Eivissa IP (2022) i CE Andratx (2024)